# Huyện Sirajganj
Sirajganj là một huyện thuộc division Rajshahi, Bangladesh. Huyện này có diện tích 2498 km², dân số năm 2002 là 2707011 người, mật độ dân số là 1084 người/km².